# 30 Hudson Street
Le 30 Hudson Street (appelé Goldman Sachs Tower) est un gratte-ciel de bureaux situé à Jersey City (New Jersey, États-Unis).
Il a été l'immeuble le plus élevé de la ville et du New Jersey de 2004 à 2018. Ce gratte-ciel compte 42 étages. Il est visible à partir de l'île de Manhattan.